# エズラ・パウンド
エズラ・ウェストン・ルーミス・パウンド（Ezra Weston Loomis Pound、1885年10月30日 - 1972年11月1日）は、アメリカ合衆国の詩人、音楽家、批評家であり、T・S・エリオットと並んで、20世紀初頭の詩におけるモダニズム運動の中心的人物の一人だった。
彼は、幾つかのモダニズム運動、特に、イマジズム (Imagism) 及びヴォーティシズムを推進した原動力であり、批評家ヒュー・ケナー (Hugh Kenner)は、パウンドと会った時のことを語って、「私は、私がモダニズムの中心を目の前にしていることを、突如として了解した」と言っている。

## 生涯

### 青年期までのパウンドと同時代人
パウンドは、アメリカ合衆国アイダホ州ヘイリーで生を受けた。15歳でペンシルベニア大学に入学し、2年間在籍した後、ハミルトン・カレッジへ転校した。同校において、19歳で哲学博士号を取得すると、間もなくペンシルベニア大学に復学し、翌年にはロマンス語文献学の学位を得た。この時期、彼は著名な詩人であるウィリアム・カーロス・ウィリアムズと、H.D.の名で知られるヒルダ・ドゥーリトルに出会い、親交を深めた。特にヒルダとは、一時婚約関係にあった。
1年足らずウォバッシュ・カレッジで教鞭を執った後、パウンドは女性関係を理由に同校を去った。1908年、22歳の時、彼はヨーロッパへ渡航し、数カ月間ヴェネツィアに滞在した後、ロンドンに居を定めた。

### ロンドンでの転換
初期のパウンドの詩作は、ラファエル前派をはじめとする19世紀の詩、中世のロマンス文学、そして多様な新ロマン主義的・オカルト的・神秘主義的な哲学からの影響を受けている。
ロンドンに移住した頃、パウンドは詩人としての自己を再構築しようと試み、フォード・マドックス・フォード及びT・E・ヒュームの影響下、詩における露骨な古語的表現や形式を放棄し始めた。パウンドはW・B・イェイツを存命の詩人の中で最も偉大であると信じ、イギリス到着後、彼と親交を結び、ついにはその秘書として雇用されるに至った。パウンドはイェイツのオカルト的な信条にも関心を持ち、両者は互いにそれぞれの詩作をモダニズムへと近づける上で協力した。第一次世界大戦中、パウンドとイェイツはイギリス・サセックスのストーン・コテッジで共同生活を送りながら、日本文学、特に能の研究を行った。1914年、パウンドは芸術家のドロシー・シェイクスピアと結婚した。
第一次世界大戦以前、パウンドはイマジズム及びヴォーティシズムという二つの重要な文学運動を主導した人物であった。これらの運動は、ジェームズ・ジョイス、ウィンダム・ルイス、ウィリアム・カーロス・ウィリアムズ、ヒルダ・ドゥーリトル、リチャード・オールディントン、マリアンヌ・ムーア、レベッカ・ウエスト、アンリ・ゴーディエ＝ブルゼスカといった詩人・芸術家の作品に注目を集める一助となり、英語圏におけるモダニズム文学の誕生における中心的な出来事と見なすことができる。さらに、パウンドは友人のT・S・エリオットが創作した詩作品『荒地』（The Waste Land）の編集を行い、新たな詩的感性を広く世間に知らしめることに貢献した。

しかし、第一次世界大戦はパウンドの近代西洋文明への信頼を根底から揺るがした。戦後、彼は『セクストゥス・プロペルティウスへの敬意』（1919年）及び『ヒュー・セルウィン・モーバリー』（1920年）を出版した後、ロンドンを離れた。これらの詩作品がパウンドのロンドンでの活動に対する別れの挨拶であるとするならば、1915年から彼が着手した長編詩『キャントウズ』（The Cantos）は、その後の彼の文学的探求の方向性を示すものであったと言える。

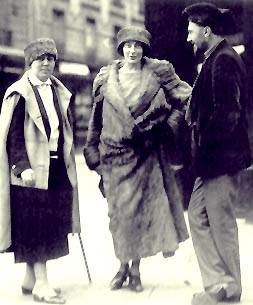
左からジェーン・ヒープとミナ・ロイとエズラ　アメリカ雑誌『The Little Review』より1923

### パリ
1920年、パウンドはフランス・パリに移住し、1921年から1924年の間、モンパルナスのノートルダム＝デ＝シャン通り70bisに居を構えた。この地において彼は、現代芸術全般に革新をもたらしていた前衛的な芸術家、音楽家、作家たちの集うサークルの中で活動を展開した。彼は、ライフワークとなる長編詩『キャントウズ』の制作を継続しており、その内容は次第に彼の政治および経済学への深い関心を反映するようになっていった。
並行してパウンドは、批評的な散文作品の執筆、翻訳、2つの全編オペラ（作曲にはジョージ・アンタイルの協力を得た）、そして数曲のヴァイオリン独奏曲の作曲といった多岐にわたる活動を行った。1922年、パウンドはヴァイオリニストのオルガ・ラッジと関係を持つようになる。彼らと妻のドロシー・シェイクスピアの3名は、パウンドの晩年に至るまで、不安定ながらも特殊な三人関係を継続した。

### イタリア
1920年代中頃、パウンドはイタリアのラパッロ (Rapallo) に移り住んだが、そこでも創作活動に対する触媒であり続けた。若き彫刻家ハインツ・ヘンゲス (Heinz Henghes) が一文なしでパウンドの許を訪れた際には、住むべき所と彫刻用の大理石を提供してもらって、急速に石彫の方法を身に付けていったのだった。詩人のジェームズ・ロクリン (James Laughlin) も、この時に刺激を受けて、多くの著述家に発表手段を与えることになる出版社「ニュー・ディレクションズ」(New Directions) を発足することになる。
この時代パウンドはラパッロで、広い範囲に渡ってクラシック音楽・現代音楽が演奏されるコンサートを毎年組織していた。特に、この音楽活動が、死後忘却されていたヴィヴァルディに対する関心が20世紀になって復活することに貢献した。
イタリアにおいて、パウンドはムッソリーニの熱狂的支持者となり、反ユダヤ主義的感情が彼の著作の中に見えはじめる。パウンドは第二次世界大戦勃発後もイタリアに留ってアメリカの参戦に反対し、その阻止のためワシントンD.C.内の政治的縁故を利用しようとした。またイタリアのラジオ放送に出演し、文化的な話題について一連の発言を行った。成り行き上パウンドは政治的な問題にも触れたが、それにより彼がこの戦争に反対していることと彼の反ユダヤ主義とが顕わになる場合があった。

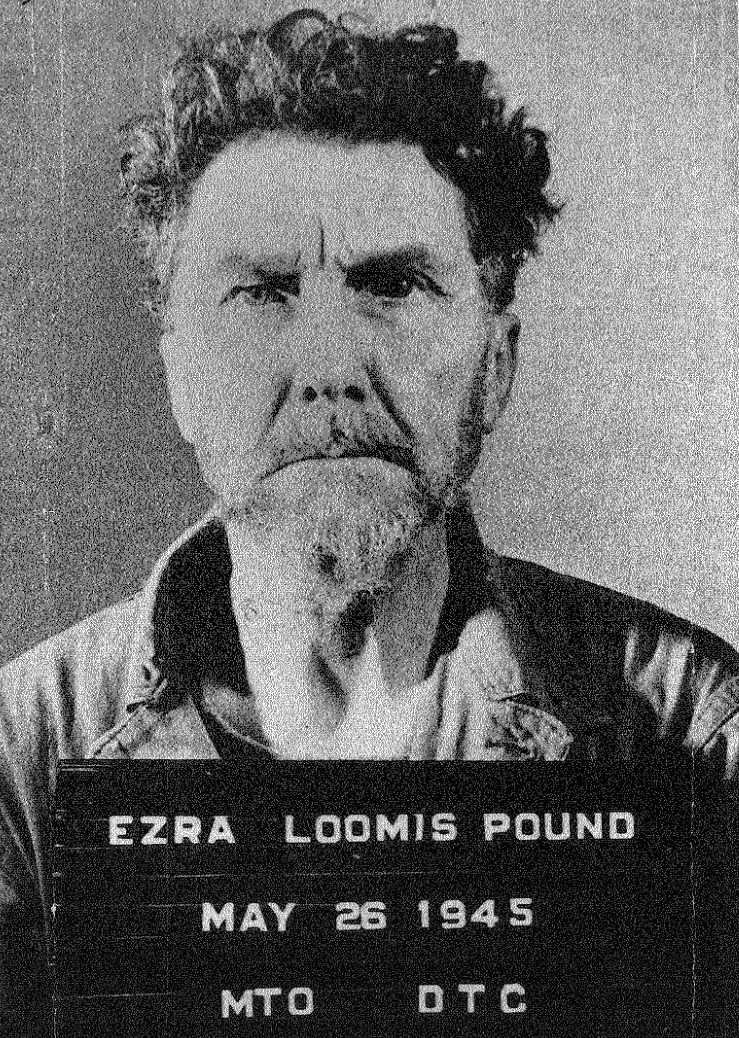
拘留時のマグショット

戦争終結間近、パウンドはピサ郊外のアメリカ合衆国陸軍拘留キャンプに投獄され、25日間にわたり開放獄舎に留置された後、テントを与えられた。ここで彼は精神衰弱であったとみなされた。このキャンプで彼は、『ピザン・キャントウズ』（Pisan Cantos）の草稿を書いた。進行中の作品『キャントウズ』のこの部分はパウンドの業績における転換点になっており、彼自身及びヨーロッパの崩壊と、自然界における彼の居場所とについての省察を加えていて、英語で書かれた最初の生態学的詩作品に属すると考えられている。『ピザン・キャントウズ』は、1948年に、アメリカ議会図書館から第１回ボーリンゲン賞 (Bollingen Prize) を受賞した。

### セント・エリザベス
戦後、パウンドは、アメリカに送還され、反逆罪による告発を受けた。彼は、精神障害を理由にして裁判を受けるのに適さないと判断されて、ワシントンD.C. のセント・エリザベス病院 （St. Elizabeths Hospital) に収容させられた。彼は、1946年から1958年までの12年間を、この病院で過ごした。
パウンドは、気まぐれで派手好きな人物であり、それは、控えめに言っても、精神医学用語の「観念及び信念の誇大化」に至る態のものだった。パウンドに対する精神障害の診断は、彼を裁判無しに効果的に勾留するための国家による迫害の一例だったと広く信じられている。これと対照的に、著名な精神科医E.フラー・トーリー（E. Fuller Torrey)は、このムッソリーニの伝道者がセント・エリザベス病院の監督医ウィンフレッド・オーヴァーホルサー（Winfred Overholser)により厚遇されていたと確信していた。オーヴァーホルサーは、パウンドの詩を賞賛していて、パウンドが病院内の個室で暮らすことを許した。そこでパウンドは、3冊の著作を書き、有名な文学者の訪問を受け、妻や何人かの愛人と夫婦として過ごすことを許されていた（トーリーは、オーヴァーホルサーとパウンドとの関係を、1981年の『今日の心理学』と、その後の『反逆のルーツ』とで暴露している）。
セント・エリザベスにおいて、パウンドは、詩人その他の崇拝者に囲まれ、『キャントウズ』の創作、儒教古典の翻訳を続けた。彼を最も頻繁に訪れる人々の中には、白人至上主義団体「全国州権党」（National States Rights Party） の当時の議長が含まれており、彼とパウンドとが、アメリカ南部における人種差別維持への公的支援を結集する最善の戦術・戦略を議論していたと推測する者がいる。パウンドは、彼の友人である多くの詩人・芸術家たち（特にロバート・フロスト）が協調した活動を行った後に、遂に釈放された。パウンドは、治癒不能な精神障害に陥ったままだが、周囲に対しては危害を加えないと判断されたのだった。

### イタリアへの帰還

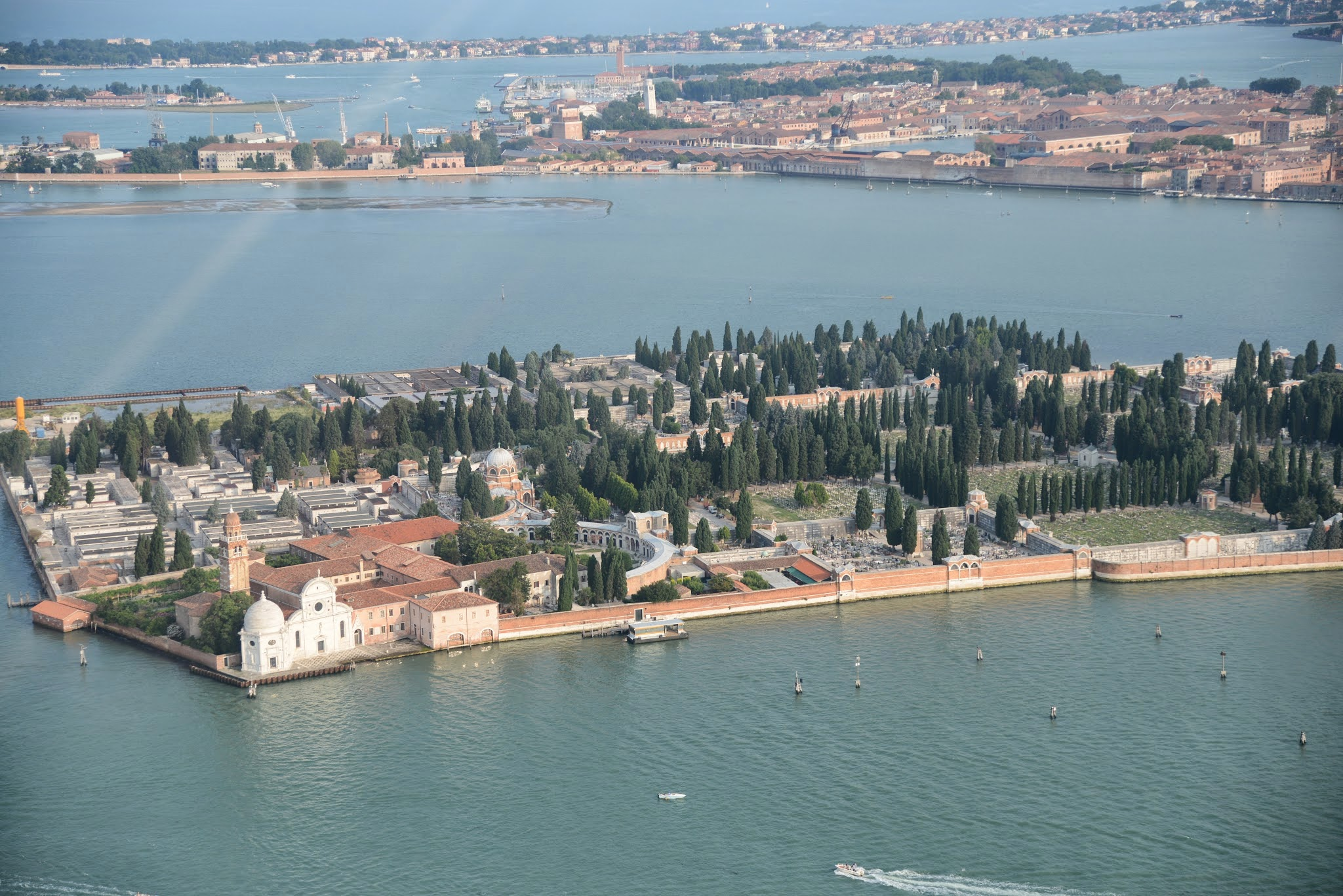
サン・ミケーレ島

釈放後パウンドは、イタリアに戻り、娘婿ボリス・デ・ラケヴィルツ所有のブルンネンブルグ城にしばらく滞在し著作活動を続けたが、以前持っていた（創作意欲につながる）確信は失われていた。『キャントウズ』創作は続いていたが、彼には、それが芸術上は失敗だったと評価していた節がある。彼は、また過去における自分の行動を悔やんでもいたらしく、1967年の、アレン・ギンズバーグとのインタビューにおいて、パウンドは、「反ユダヤ主義という愚かでセセこましい偏見」について謝罪している。1972年、ヴェネツィアで87歳の誕生日の２日後にその生涯を閉じた。墓地はサン・ミケーレ島のサン・クリストーフォロ教会に在る。

## 影響
パウンドは、その政治的見解、特にムッソリーニへの支持と反ユダヤ主義により、多くの批判を受け続けた。にも関わらずパウンドが20世紀英文学におけるモダニズム革命で行った総括的な役割は無視できない。
詩人としてのパウンドは、長文での自由韻律（“w:en:free verse”も参照）の採用に最初に成功したうちの一人である。そのイマジズム詩は、特にオブジェクティズム詩人（Objectivists）に影響を与え、また『キャントウズ』は、ギンズバーグなどのビート・ジェネレーションの詩人 (Beat poets) にとって基準となった。20世紀初頭以降の殆ど全ての「実験的」詩作品は、彼の恩恵を被っている。
編集者、仕掛け人としてのパウンドは、イェイツ、エリオット、ジョイス、ウィリアム・カーロス・ウィリアムズ、ヒルダ・ドゥリトル、マリアン・ムーア、アーネスト・ヘミングウェイ、D・H・ローレンス、ルイ・ズコフスキー (Louis Zukofsky)、バジル・バンティング (Basil Bunting)、ジョージ・オッペン (George Oppen)、チャールズ・オルスン (Charles Olson)、その他の数え切れないほどのモダニズム作家、そしてウェルター・サヴェジ・ランドール (Walter Savage Landor) 及び ゲィヴィン・ダグラス (Gavin Douglas) 等の忘れられている初期作家の活躍を助けた。
翻訳者としてのパウンドは、その言語習熟度は疑問なのだが、プロヴァンス詩、漢詩、能、そして儒教の古典を、近代西洋の読者に紹介するのに力を尽した。また、彼は、ギリシャ・ラテンの古典を翻訳、擁護し、それらが、古典教育が衰退した時代における詩人に取り命脈を保つのを助けた。
パウンドの一見奇矯な理論と政治的活動とを解く鍵は、近年、彼のオカルト及び神秘主義への興味にあるとする説も出てきている。

## 著作（日本語訳）
- 『エズラ・パウンド長詩集成』 城戸朱理訳編、思潮社  2006年 ISBN 978-4783728689
- 『ピサ詩篇』 新倉俊一訳、みすず書房 2004年 ISBN 978-4622070993
- 『パウンド詩集 海外詩文庫11』 城戸朱理訳編、思潮社 1998年 ISBN 978-4783725107 - 新書
- 『エズラ・パウンド詩集』 新倉俊一編訳、<双書20世紀の詩人2>小沢書店 1993年 ISBN 978-4755140020
旧版『エズラ・パウンド詩集』 角川書店 1976年
- 『詩学入門』 沢崎順之助訳、冨山房百科文庫 1979年. NCID BN02286544。新版2024年 ISBN 978-4572001283
- 各 小野正和、岩原康夫訳、書肆山田、1987-2013年
  - 『大祓』ISBN 978-4879956439
  - 『仮面』- 城戸訳『パウンド詩集』に収録
  - 『消えた微光』. NCID BN03773813
  - 『カンツォーネ』ISBN 978-4879958907
- 『トラキスの女たち　エズラ・パウンド版』ISBN 978-4879958907- ソポクレスの翻案
高橋美帆・安川慶治編訳、英宝社、2009年

### 伝記研究の日本語文献
- 『エズラ・パウンド事典』　江田孝臣訳　＜アメリカ文学ライブラリー10＞雄松堂出版　2009年ISBN 978-4841904260
- 『記憶の宿る場所　エズラ・パウンドと20世紀の詩』　土岐恒二・児玉実英監修、思潮社　2005年ISBN 978-4783728634
- 『詩人たちの世紀　西脇順三郎とエズラ・パウンド』　新倉俊一、＜大人の本棚＞みすず書房　2003年ISBN 978-4622048404
- 『歴史の中のエズラ・パウンド』　野上秀雄、文沢社、2014年ISBN 978-4907014018
- 『エズラ・パウンド　二十世紀のオデュッセウス』　マイケル・レック(Michael Reck)、高田美一訳、角川書店　1987年ISBN 978-4048930055
- 『エズラ・パウンド研究　エズラ・パウンド生誕百年記念論文集』　福田陸太郎ほか編、山口書店　1986年ISBN 978-4841118087
- 『エズラ・パウンド』　ジョージ.S.フレイザー(George　Sutherland　Fraser)、佐藤幸雄訳　清水弘文堂,　1979年. NCID BN05305226
- 『エズラ・パウンドの碧い指環-天童大人詩集』天童大人著　北十字舎(1995年)ISBN 978-4826252010背表紙に作者撮影のエズラの墓標の写真がある。

## 関連人物
- 交遊のあった人物
  - ユースタス・マリンズ（パウンドの弟子。国際金融家に関する著作が多い）
  - クリフォード・ヒュー・ダグラス（英語版）（社会信用論を唱えた民間経済学者）
  - ナンシー・キュナード（英語版）
  - アーノルド・ドルメッチ
  - ケイ・セージ
  - ナタリー・クリフォード・バーネイ
  - エイミー・ローウェル
  - レナータ・ボルガッティ
  - 北園克衛
- エズラが影響を受けた人物
  - アーネスト・フェノロサ（その東洋詩文の英訳紹介が大いに影響を与えた）
  - セクストゥス・プロペルティウス
  - アーサー・シモンズ
  - ジュール・ラフォルグ
  - ウォルター・サヴェージ・ランダー
  - ジェイムズ・ジョイス(『ユリシーズ』著者)
- エズラ文学研究者、翻訳者
  - ジョルジョ・マンガネッリ
  - ウェルズ恵子
  - 室井光広
  - 上田保 (英文学者)
  - 田中保
  - 江田孝臣
  - 渡辺信二
- 郡虎彦
- ブルーノ・ガンツ
- ウェイン・ホーヴィッツ